# Skotniki (powiat gryfiński)
Skotniki – osada w Polsce położona w województwie zachodniopomorskim, w powiecie gryfińskim, w gminie Banie, przy trasie drogi wojewódzkiej nr 121.
W 2003 r. osada miała 28 mieszkańców.
W latach 1975–1998 miejscowość administracyjnie należała do województwa szczecińskiego.